# Vlag van Hidaard

Vlag van Hidaard

De vlag van Hidaard is de dorpsvlag van het Nederlandse dorp Hidaard, in de Friese gemeente Súdwest-Fryslân. De vlag werd in 1999 aangenomen en in 2001 geregistreerd. Het ontwerp van de vlag is van de hand van J.C. Terluin en R.J. Broersma.

## Beschrijving
De beschrijving van de vlag is als volgt:
Rood met een gele broekingsdriehoek, naar de broekzijde verlengd met 1/8 vlaglengte, waarvan de top ligt op het midden van de vlag; de broekingsdriehoek belegd met een zwart afgesneden paardenhoofd van 3/5 vlaghoogte; en een blauwe vluchtdriehoek, waarvan de top ligt op 2/3 vlaglengte en aansluitend een witte keper met de top op het midden van de vlag.
De kleuren zijn afkomstig van het dorpswapen.

## Symboliek
- Driehoeken: duiden op de bebouwing van het dorp.[3]
- Geel veld: verwijzing naar de vruchtbare graslanden rond het dorp.[3]
- Paardenhoofd: verwijzen naar de paardenfokkerij in het dorp.[3]
- Blauw veld: staat voor de Hidaardervaart.[4]
- Keper: beeldt de Hidaarderzijl in de Slachtedijk uit.[3]

## Zie ook

Wapen van Hidaard